# Aubrite
 (février 2024).
Si vous disposez d'ouvrages ou d'articles de référence ou si vous connaissez des sites web de qualité traitant du thème abordé ici, merci de compléter l'article en donnant les références utiles à sa vérifiabilité et en les liant à la section « Notes et références ».
Les aubrites sont un groupe de météorites de type achondrite, nommées d'après Aubres, une petite météorite tombée en 1836 à Aubres près de Nyons en France. Elles sont composées principalement d'orthopyroxène à enstatite, et sont souvent appelées achondrites à enstatite. Leur origine ignée les différencie des achondrites primitives à enstatite et indique qu'elles proviennent d'un astéroïde différencié.
Les aubrites sont typiquement de couleur claire, avec une croûte de fusion brunâtre. La plupart des aubrites sont fortement bréchées.  On dit souvent qu'elles paraissent d'origine "lunaire".
Les aubrites sont principalement composées de grands cristaux blancs d'enstatite, un orthopyroxène pauvre en fer et riche en magnésium. Au sein de cette matrice, il y a quelques cristaux d'olivine, d'alliage fer-nickel et de troïlite, qui indiquent une formation magmatique sous des conditions extrêmement réductrices. La bréchiation importante de la plupart des aubrites atteste une histoire violente de leur corps parent. Puisque certaines aubrites contiennent des xénolithes chondritiques, il est probable que le corps parent des aubrites heurta un astéroïde de composition “chondritique de type E”.
Les comparaisons des spectres des aubrites avec ceux des astéroïdes ont révélé des similitudes frappantes entre le groupe des aubrites et les astéroïdes de type E de la famille de Nysa. Un petit astéroïde Apollon, (3103) Eger, est souvent proposé comme étant le corps parent des aubrites.
En février 2024, seuls 12 exemples de chute météoritique d'aubrite ont été trouvés sur Terre, dont les météorites issues de l'astéroïde 2024 BX1, qui s'est désintégré dans l'atmosphère terrestre le 21 janvier 2024. Les aubrites ne représentent que 1 % des météorites connues.